# Ucrainenii din Azerbaidjan
Peste 190 de mii de ucraineni locuiesc în țările din Orientul Mijlociu (cu excepția Israelului), dar mai ales în țări turcice precum Turcia sau chiar Azerbaidjan. 
De asemenea, în Azerbaidjan, locuiește un număr semnificativ de ucraineni, care locuiesc în special în zona orașului Baku.